# Academia de Artes (México)
La Academia de Artes es una institución mexicana con sede en el Museo Nacional de San Carlos, Ciudad de México.
La Academia se fundó entre 1967 y 1968 por un decreto presidencial del 12 de diciembre de 1966. El propósito de la academia es la apreciación de los méritos de la cultura mexicana, patrocinar trabajos individuales y asesoramientos en el servicio del país. A la Academia de Artes pertenecen representantes renombrados de las diferentes artes, teóricos de la historia y críticos de arte.

## Departamentos
- arquitectura
- gráfica
- escultura
- música
- pintura
- historia y crítica de arte
- artes escénicas